# Chevannes (Loiret)
Pour les articles homonymes, voir Chevannes.
Cet article possède un paronyme, voir Échevannes.
Chevannes est une commune française située dans le département du Loiret en région Centre-Val de Loire.

## Géographie

### Localisation et communes limitrophes

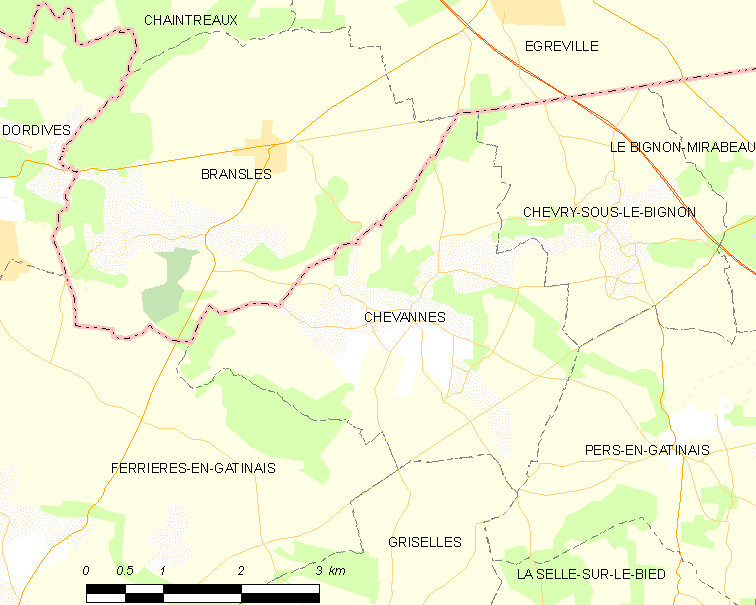
Carte de la commune de Chevannes (Loiret) et des communes limitrophes

La commune de Chevannes se trouve dans le quadrant nord-est du département du Loiret, en limite du département de Seine-et-Marne, dans la région agricole du Gâtinais pauvre. À vol d'oiseau, elle se situe à 75,4 km  d'Orléans, préfecture du département, à 17,4 km de Montargis, sous-préfecture, et à 7,1 km de Ferrières-en-Gâtinais, ancien chef-lieu du canton dont dépendait la commune avant mars 2015. La commune fait partie du bassin de vie de Ferrières-en-Gâtinais.
Les communes les plus proches sont : Chevry-sous-le-Bignon (2,8 km), Bransles (2,9 km, en Seine-et-Marne), Pers-en-Gâtinais (3,7 km), Égreville (4,6 km, en Seine-et-Marne), Le Bignon-Mirabeau (4,8 km), Rebréchien (6,3 km), Griselles (6,6 km), Ferrières-en-Gâtinais (7,1 km), Dordives (7,3 km) et Fontenay-sur-Loing (7,4 km).

### Paysages
Le paysage de bois et de terres de cultures céréalières est vallonné et le sol, argileux, caillouteux et formé de terres humides (mouillères et mares), est moyennement fertile. Actuellement, un projet de création d'un parc naturel régional (PNR) est en cours de réflexion pour créer une entité géographique qui regrouperait les communes voisines des trois départements (Seine-et-marne, Yonne et Loiret) présentant les caractéristiques géographiques du bocage de la région naturelle du Gâtinais.

### Géologie et relief

#### Géologie
La commune se situe dans le sud du Bassin parisien, le plus grand des trois bassins sédimentaires français. Cette vaste dépression, occupée dans le passé par des mers peu profondes et des lacs, a été comblée, au fur et à mesure que son socle s’affaissait, par des sables et des argiles, issus de l’érosion des reliefs alentours, ainsi que des calcaires d’origine biologique, formant ainsi une succession de couches géologiques.
Les couches affleurantes sur le territoire communal sont constituées de formations superficielles du Quaternaire et de roches sédimentaires datant du Cénozoïque, l'ère géologique la plus récente sur l'échelle des temps géologiques, débutant il y a 66 millions d'années, et du Mésozoïque, anciennement appelé Ère secondaire, qui s'étend de −252,2 à −66,0 Ma. La formation la plus ancienne est de la craie blanche à silex remontant à la période Crétacé. La formation la plus récente est des alluvions récentes des lits mineurs remontant à l’époque Holocène de la période Quaternaire. Le descriptif de ces couches est détaillé dans  les feuilles « n°329 - Château-Landon » et « n°330 - Chéroy » de la carte géologique au 1/50 000ème du département du Loiret, et leurs notices associées,.

Carte géologique de la commune

|  | Fz : | alluvions récentes des lits mineurs, Holocène |

|  | qOE : | Limons et Loess, Quaternaire |

|  | e7-g1CBr : | calcaires de Gien et de Briare, Éocène supérieur à Oligocène |
|  | e4PN :     | poudingue de Nemours, Paléocène-Éocène inférieur             |
|  | e4A :      | argile à faciès sparnacien, Paléocène-Éocène inférieur       |

|  | e1-4Rc : | complexe argilo-sableux à silex = argiles à silex, Paléocène-Éocène inférieur |

|  | c5Cr : | craie blanche à silex, Campanien |

#### Relief
La superficie cadastrale de la commune publiée par l’Insee, qui sert de références dans toutes les statistiques, est de 11,99 km2,. La superficie géographique, issue de la BD Topo, composante du Référentiel à grande échelle produit par l'IGN, est quant à elle de 12,03 km2. Son relief est relativement plat puisque la dénivelée maximale atteint 35 mètres. L'altitude du territoire varie entre 91 m et 126 m.

### Hydrographie
La commune est au confluent de deux rivières, le Betz et la Sainte-Rose.

### Lieux-dits et écarts
Les Bordes, Boudainville, Chaudron, le Grand et Petit Chesnoy, le Wattier, Blanche-Forêt, la Merville et les Vaudurants.

## Toponymie
Du bas-latin capanna, désignant une hutte et qui a donné le mot « cabane ».

## Histoire
Le territoire de la commune de Chevannes a été occupé dès le néolithique (7000 à 5000 av. J.-C.) comme l'attestent les nombreux silex polis pour les usages de la pêche et de la chasse que l'on peut encore trouver dans les champs.
Cette présence d'une population sédentaire est confirmée plus tard, à l'Âge du bronze, avec le menhir mégalithique des « Prés du village » datant de 2500 à 1000 av. J.-C.
L'époque romaine et gallo-romaine a marqué son empreinte avec la « voie de César » en limite nord de la commune, chemin rectiligne à cet endroit, qui reliait Agedincum (Sens) à Cenabum (Orléans).
Le 18 novembre 1870, durant la guerre franco-prussienne, eut lieu l'affaire de Chevannes où fut engagée la garde nationale sédentaire du Loiret. Le lieutenant L. Saillant, pris les armes à la main par les Prussiens, fut fusillé.

### Climat
Pour des articles plus généraux, voir Climat du Centre-Val de Loire et Climat du Loiret.
En 2010, le climat de la commune est de type climat océanique dégradé des plaines du Centre et du Nord, selon une étude du CNRS s'appuyant sur une série de données couvrant la période 1971-2000. En 2020, Météo-France publie une typologie des climats de la France métropolitaine dans laquelle la commune est exposée à un climat océanique altéré et est dans la région climatique Nord-est du bassin Parisien, caractérisée par un ensoleillement médiocre, une pluviométrie moyenne régulièrement répartie au cours de l’année et un hiver froid (3 °C).
Pour la période 1971-2000, la température annuelle moyenne est de 11 °C, avec une amplitude thermique annuelle de 15,7 °C. Le cumul annuel moyen de précipitations est de 709 mm, avec 11,1 jours de précipitations en janvier et 7,7 jours en juillet. Pour la période 1991-2020, la température moyenne annuelle observée sur la station météorologique de Météo-France la plus proche, sur la commune d'Amilly à 19 km à vol d'oiseau, est de 11,7 °C et le cumul annuel moyen de précipitations est de 642,8 mm,. Pour l'avenir, les paramètres climatiques de la commune estimés pour 2050 selon différents scénarios d'émission de gaz à effet de serre sont consultables sur un site dédié publié par Météo-France en novembre 2022.

## Urbanisme

### Typologie
Au 1er janvier 2024, Chevannes est catégorisée commune rurale à habitat dispersé, selon la nouvelle grille communale de densité à sept niveaux définie par l'Insee en 2022.
Elle est située hors unité urbaine. Par ailleurs la commune fait partie de l'aire d'attraction de Paris, dont elle est une commune de la couronne,.

### Occupation des sols
L'occupation des sols de la commune, telle qu'elle ressort de la base de données européenne d’occupation biophysique des sols Corine Land Cover (CLC), est marquée par l'importance des territoires agricoles (82,6 % en 2018), une proportion identique à celle de 1990 (82,6 %). La répartition détaillée en 2018 est la suivante : 
terres arables (56,1 %), zones agricoles hétérogènes (26,5 %), forêts (17,4 %).
L'IGN met par ailleurs à disposition un outil en ligne permettant de comparer l’évolution dans le temps de l’occupation des sols de la commune (ou de territoires à des échelles différentes). Plusieurs époques sont accessibles sous forme de cartes ou photos aériennes : la carte de Cassini (XVIIIe siècle), la carte d'état-major (1820-1866) et la période actuelle (1950 à aujourd'hui).

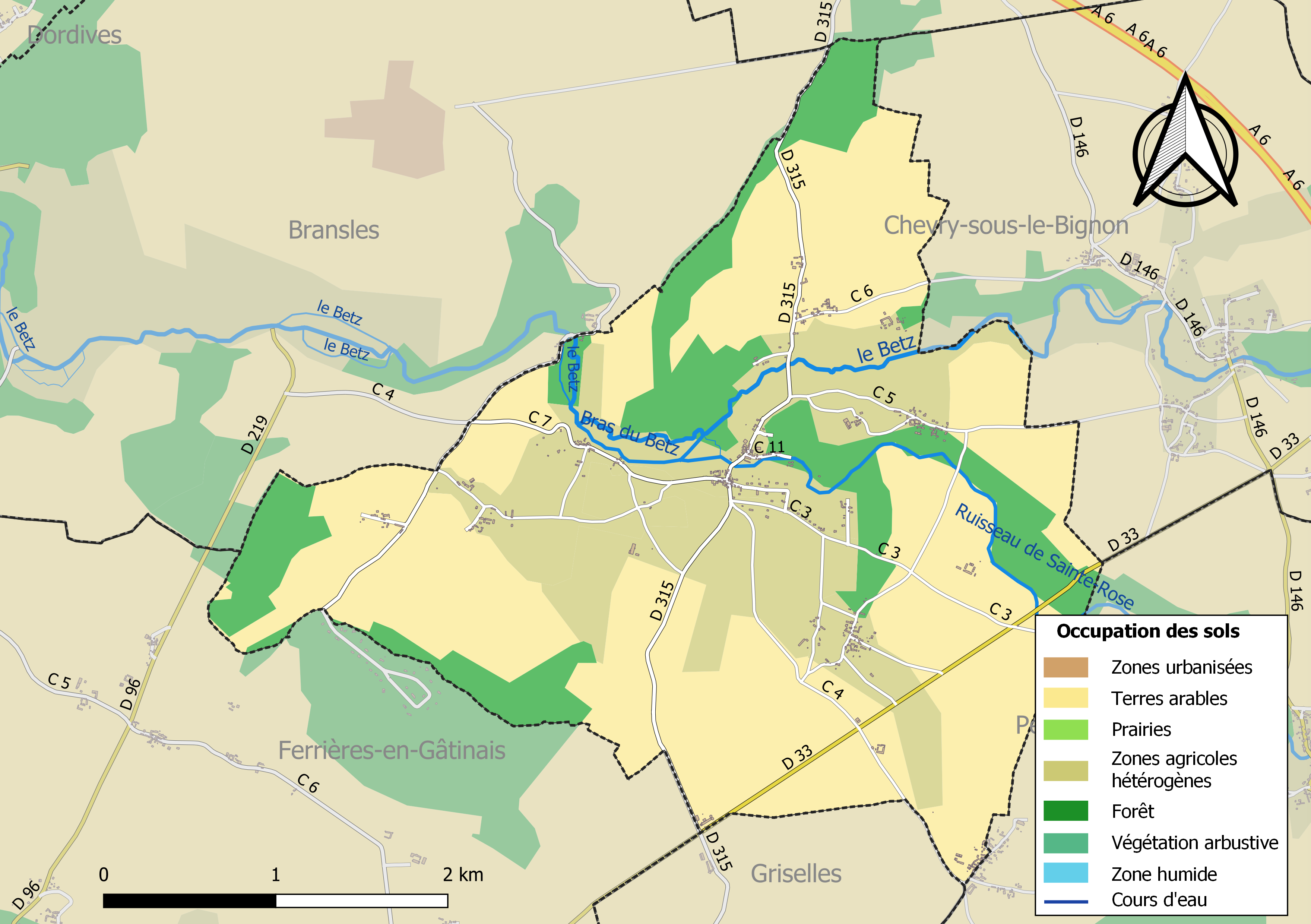
Carte des infrastructures et de l'occupation des sols de la commune en 2018 (CLC).
Carte orthophotographique de la commune en 2016.

### Voies de communication et transports

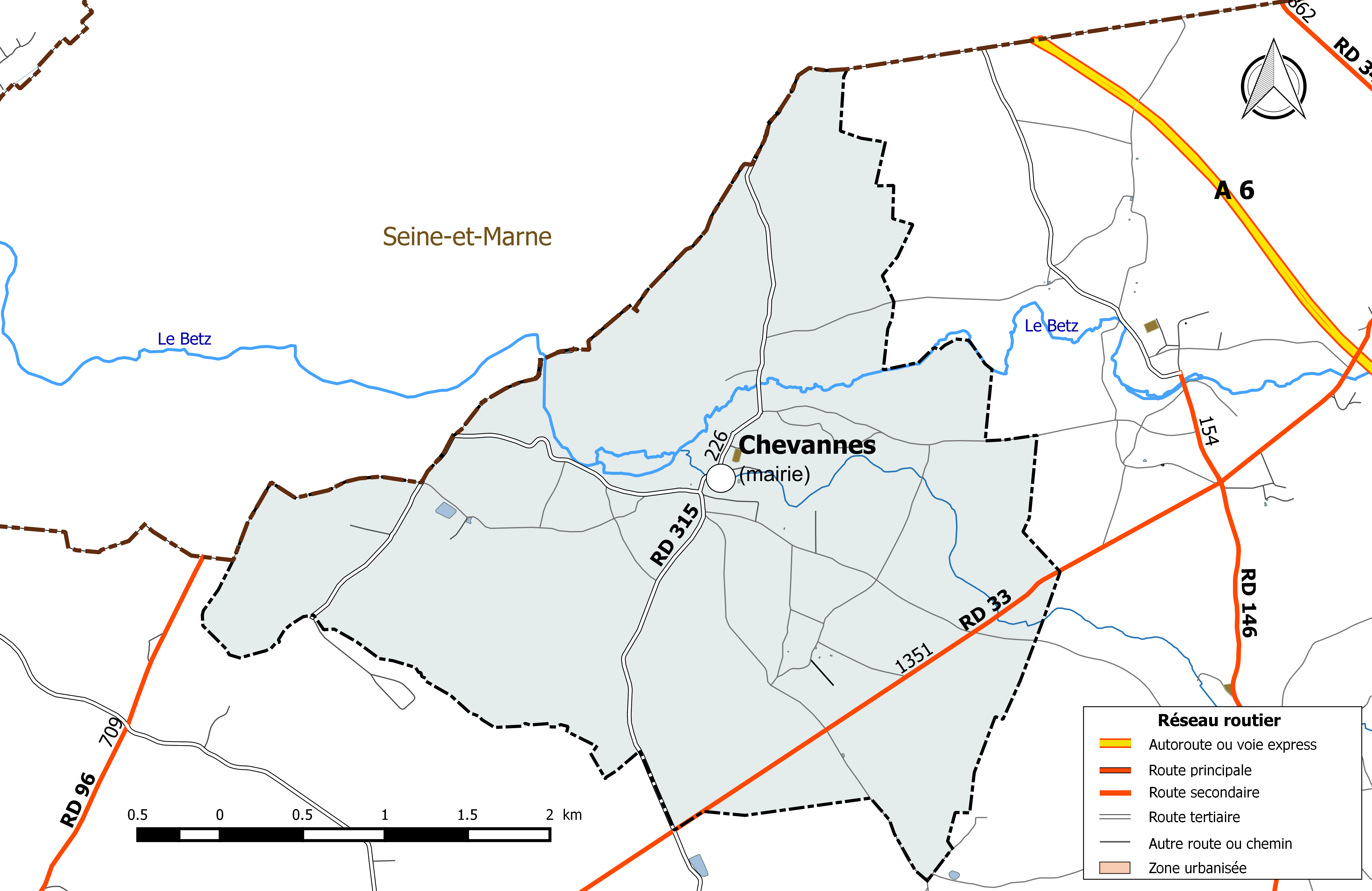
Réseau routier principal de la commune de Chevannes (avec indication du trafic routier 2014).

### Risques naturels et technologiques
La commune de Chevannes est vulnérable à différents aléas naturels : climatiques (hiver exceptionnel ou canicule), mouvements de terrains ou sismique (sismicité très faible). 
Entre 1989 et 2019, deux arrêtés ministériels ayant porté reconnaissance de catastrophe naturelle ont été pris pour le territoire de la commune  pour des inondations et coulées de boues.
Le territoire de la commune peut être concerné par un risque d'effondrement de cavités souterraines non connues. Une cartographie départementale de l'inventaire des cavités souterraines et des désordres de surface a été réalisée. Il a été recensé sur la commune plusieurs effondrements de cavités.
Par ailleurs le sol du territoire communal peut faire l'objet de mouvements de terrain liés à la sécheresse. Le phénomène de retrait-gonflement des argiles est la conséquence d'un changement d'humidité des sols argileux. Les argiles sont capables de fixer l'eau disponible mais aussi de la perdre en se rétractant en cas de sécheresse. Ce phénomène peut provoquer des dégâts très importants sur les constructions (fissures, déformations des ouvertures) pouvant rendre inhabitables certains locaux. Celui-ci a particulièrement affecté le Loiret après la canicule de l'été 2003. Une grande partie du territoire de la commune est soumise à un aléa « moyen » face à ce risque, selon l'échelle définie par le Bureau de recherches géologiques et minières (BRGM).
Depuis le 22 octobre 2010, la France dispose d’un nouveau zonage sismique divisant le territoire national en cinq zones de sismicité croissante. La commune, à l’instar de l’ensemble du département,  est concernée par un risque très faible.

## Politique et administration

### Découpage territorial

#### Bloc communal: Commune et intercommunalités
La paroisse et bourg de Chevannes acquiert le statut de municipalité avec le  décret du 12 novembre 1789 de l'Assemblée Nationale puis celui de « commune », au sens de l'administration territoriale actuelle, par le décret de la Convention nationale du 10 brumaire an II (31 octobre 1793). Il faut toutefois attendre la loi du 5 avril 1884 sur l'organisation municipale pour qu'un régime juridique uniforme soit défini pour toutes les communes de France, point de départ de l’affirmation progressive des communes face au pouvoir central.
Aucun événement de restructuration majeure du territoire, de type suppression, cession ou réception de territoire, n'a affecté la commune depuis sa création.

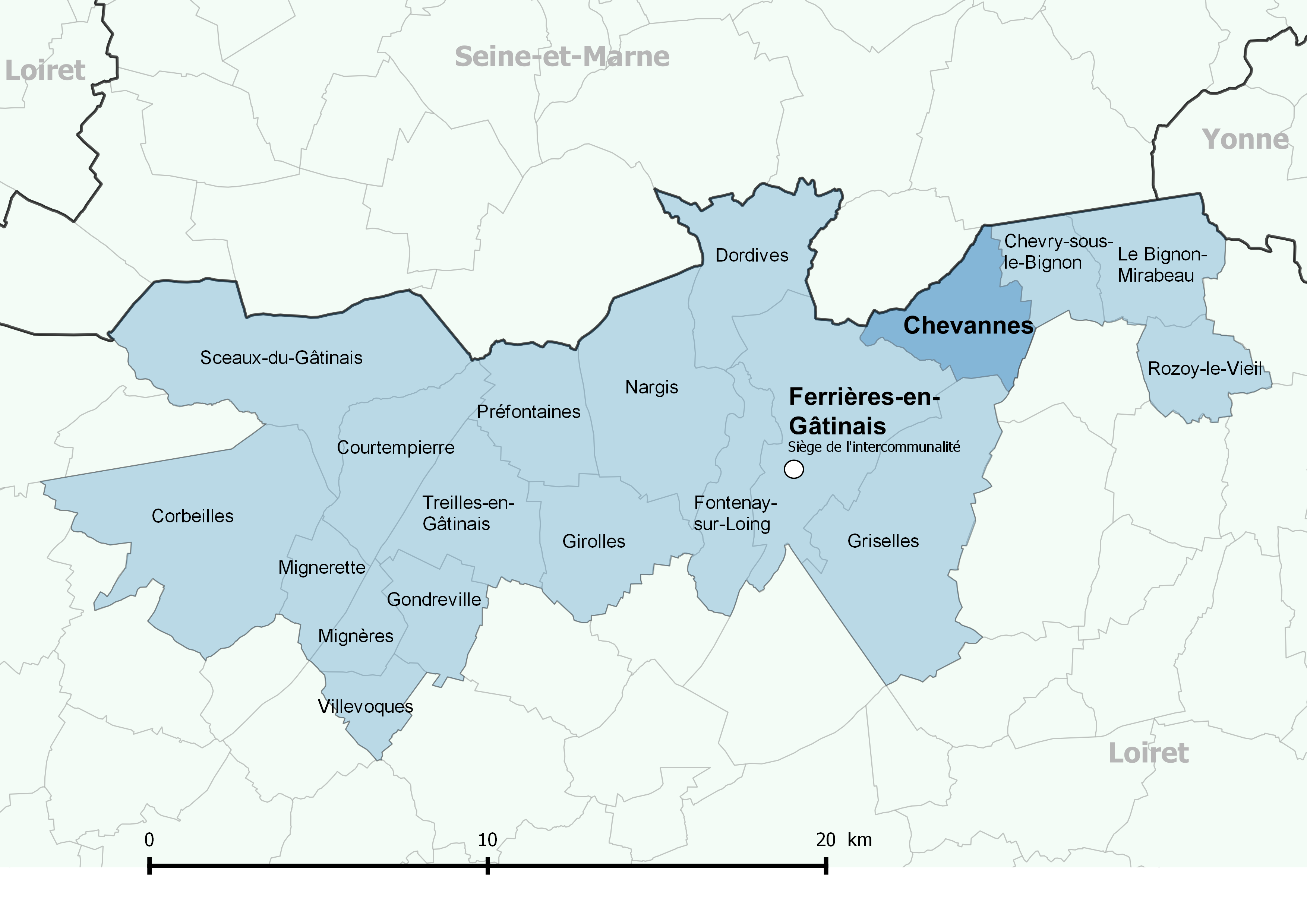
Localisation de la commune de Chevannes dans la communauté de communes des Quatre Vallées.

La commune est membre de la communauté de communes des Quatre Vallées depuis sa création le 13 décembre 1996. Cette intercommunalité succède au SIVOM de Ferrières-en-Gâtinais, créé en mai 1966, et au SIVOM de Corbeilles.
La loi du 24 mars 2014  pour l'accès au logement et un urbanisme rénové, dite loi ALUR, fait évoluer de manière significative les compétences en matière d'urbanisme, dont certaines sont transférées de la commune à la communauté de communes.
La loi du 7 août 2015 portant nouvelle organisation territoriale de la République (dite loi NOTRe), visant une réduction du nombre d'intercommunalités en France, fait passer de 5 000 à 15 000 habitants, sauf exceptions, le seuil démographique minimal pour constituer une communauté de communes et a un impact sur les périmètres des intercommunalités du département du Loiret dont le nombre passe de 28 à 16. Mais la communauté de communes des Quatre Vallées ne voit pas son périmètre changer et la commune de Chevannes en reste donc membre. Cette loi a toutefois un impact sur ses compétences avec l'attribution par exemple de la gestion des milieux aquatiques et de la prévention des inondations à partir du 1er janvier 2018.

#### Circonscriptions de rattachement
Sous l'Ancien Régime, à la veille des États généraux de 1789, la paroisse de Chevannes était rattachée sur le plan ecclésiastique de l'ancien diocèse de Sens et sur le plan judiciaire au bailliage de Montargis.
La loi du 22 décembre 1789 divise le pays en 83 départements découpés chacun en six à neuf districts eux-mêmes découpés en cantons regroupant des communes. Les districts, tout comme les départements, sont le siège d’une administration d’État et constituent à ce titre des circonscriptions administratives. La commune de Chevannes est alors incluse dans le canton de Ferrières, le district de Montargis et le département du Loiret.
La recherche d’un équilibre entre la volonté d’organiser une administration dont les cadres permettent l’exécution et le contrôle des lois d’une part, et la volonté d’accorder une certaine autonomie aux collectivités de base (paroisses, bourgs, villes) d’autre part, s’étale de 1789 à 1838. Les découpages territoriaux évoluent ensuite au gré des réformes visant à décentraliser ou recentraliser l'action de l'État. La régionalisation fonctionnelle des services de l'État (1945-1971) aboutit à la création de régions. L'acte I de la décentralisation de 1982-1983 constitue une étape importante en donnant l'autonomie aux collectivités territoriales, régions, départements et communes. L'acte II intervient en 2003-2006, puis l'acte III en 2012-2015.
Le tableau suivant présente les rattachements, au niveau infra-départemental, de la commune de Chevannes aux différentes circonscriptions administratives et électorales ainsi que l'historique de l'évolution de leurs territoires.
| Circonscription             | Nom                | Période   | Type                         | Évolution du découpage territorial |
| --------------------------- | ------------------ | --------- | ---------------------------- | --- |
| District                    | Montargis          | 1790-1795 | Administrative               | La commune est rattachée au district de Montargis de 1790 à 1795,. La Constitution du 5 fructidor an III, appliquée à partir de vendémiaire an IV (1795) supprime les districts, rouages administratifs liés à la Terreur, mais maintient les cantons qui acquièrent dès lors plus d'importance. |
| Canton                      | Ferrières          | 1790-1801 | Administrative et électorale | Le 10 février 1790, la municipalité de Chevannes est rattachée au canton de Ferrières. Les cantons acquièrent une fonction administrative avec la disparition des districts en 1795. |
| Canton                      | Ferrières          | 1801-2015 | Administrative et électorale | Sous le Consulat, un redécoupage territorial visant à réduire le nombre de justices de paix ramène le nombre de cantons dans le Loiret de 59 à 31. Chevannes est alors rattachée par arrêté du 9 vendémiaire an X (30 septembre 1801) au canton de Ferrières,, qui devient canton de Ferrières-en-Gâtinais en 2001. |
| Canton                      | Courtenay          | 2015-     | Électorale                   | La loi du 17 mai 2013 et ses décrets d'application publiés en février et mars 2014 introduisent un nouveau découpage territorial pour les élections départementales. La commune est alors rattachée au nouveau canton de Courtenay. Depuis cette réforme, plus aucun service de l'État n'exerce sa compétence sur un territoire s'appuyant sur le nouveau découpage cantonal. Le canton a disparu en tant que circonscription administrative de l'État ; il est désormais uniquement une circonscription électorale dédiée à l'élection d'un binôme de conseillers départementaux siégeant au conseil départemental. |
| Arrondissement              | Montargis          | 1801-     | Administrative               | Chevannes est rattachée à l'arrondissement de Montargis depuis sa création en 1801,. |
| Circonscription législative | 4e circonscription | 2010-     | Électorale                   | Lors du découpage législatif de 1986, le nombre de circonscriptions législatives passe dans le Loiret de 4 à 5. Un nouveau redécoupage intervient en 2010 avec la loi du 23 février 2010. En attribuant un siège de député « par tranche » de 125 000 habitants, le nombre de circonscriptions par département varie désormais de 1 à 21,. Dans le Loiret, le nombre de circonscriptions passe de cinq à six. Chevannes, initialement rattachée à la cinquième circonscription, est, après 2010, rattachée à la cinquième circonscription.                                                                           |

#### Collectivités de rattachement
La commune de Chevannes est rattachée au département du Loiret et à la région Centre-Val de Loire, à la fois circonscriptions administratives de l'État et collectivités territoriales.

### Politique et administration municipales

#### Conseil municipal et maire
Depuis les élections municipales de 2014, le conseil municipal  de Chevannes, commune de moins de 1 000 habitants, est élu au scrutin majoritaire plurinominal à deux tours, les électeurs pouvant modifier les listes, panacher, ajouter ou supprimer des candidats sans que le vote soit nul, pour un mandat de six ans renouvelable. Il est composé de 11 membres. L'exécutif communal, est constitué par le maire, élu par le conseil municipal, parmi ses membres, pour un mandat de six ans, c'est-à-dire pour la durée du mandat du conseil.
| Période                                  | Période  | Identité             | Étiquette | Qualité                              |
| ---------------------------------------- | -------- | -------------------- | --------- | ------------------------------------ |
| mars 2014                                | mai 2020 | Antoine Felix        |           | Retraité de l'enseignement           |
| mai 2020                                 | en cours | Jean-Claude Dellion, |           | Agriculteur sur moyenne exploitation |
| Les données manquantes sont à compléter. |          |                      |           |                                      |

## Équipements et services

### Environnement

#### Gestion des déchets
En 2016, la commune est membre du syndicat mixte de ramassage et de traitement des ordures ménagères (SMIRTOM) de Montargis, créé en 1968. Celui-ci assure la collecte et le traitement des ordures ménagères résiduelles, des emballages ménagers recyclables et des encombrants en porte à porte et du verre en points d’apport volontaire. Un réseau de trois déchèteries accueille les encombrants et autres déchets spécifiques (déchets verts, déchets dangereux, gravats, ferraille, cartons…). La déchèterie la plus proche est située sur la commune de Dordives. Le SMIRTOM de Montargis procède également à l'élimination et la valorisation énergétique des déchets ménagers et de ceux issus de la collecte sélective dans l'unité d'Amilly, construite en 1969. Une convention de délégation du service public de traitement a été conclue en 2013 avec la société Novergie Centre, filiale énergie du Groupe Suez pour la valorisation énergétique des déchets.
Depuis le 1er janvier 2017, la « gestion des déchets ménagers » ne fait plus partie des compétences de la commune mais est une compétence obligatoire de la communauté de communes des Quatre Vallées en application de la loi NOTRe du 7 août 2015.

#### Production et distribution d'eau
Le service public d’eau potable est une compétence obligatoire des communes depuis l’adoption de la loi du 30 décembre 2006 sur l’eau et les milieux aquatiques. Au 31 décembre 2016, la production et la distribution de l'eau potable sur le territoire communal sont assurées par le syndicat des eaux de la Cléry et du Betz, un syndicat créé en 2013 desservant quinze communes : Bazoches-sur-le-Betz, Le Bignon-Mirabeau, Chantecoq, La Chapelle-Saint-Sépulcre, Chevannes, Chevry-sous-le-Bignon, Chuelles, Courtemaux, Ervauville, Foucherolles, Griselles, Louzouer, Mérinville, Pers-en-Gâtinais, Rosoy-le-Vieil, Saint-Hilaire-les-Andrésis, Saint-Loup-de-Gonois, La Selle-en-Hermoy, La Selle-sur-le-Bied et Thorailles,,.
La loi NOTRe du 7 août 2015 prévoit que le transfert des compétences « eau et assainissement » vers les communautés de communes sera obligatoire à compter du 1er janvier 2020. Le transfert d’une compétence entraîne  de  facto la mise à disposition gratuite de plein droit des biens, équipements et services publics utilisés, à la date du transfert, pour l'exercice de ces compétences et la substitution de la communauté dans les droits et obligations des communes,.
Le « prix de l’eau » doit permettre de financer l’ensemble des investissements (mise en place de nouveaux ouvrages, mise aux normes du patrimoine existant, renouvellement du patrimoine, etc.) mais aussi les frais de fonctionnement du service (frais de personnel du service, électricité, produits de traitement, renouvellement du matériel, analyses, élimination des déchets, etc.). L'observatoire national des services d'eau et d'assainissement publie la description actualisée des services publics d'eau potable et d'assainissement, qu’il s’agisse de leur organisation, de leur tarif ou de leur performance. Le prix au m3 est calculé pour une consommation annuelle de 120 m3 (référence INSEE).
| Domaine     | Commune   | 2010 | 2011 | 2012 | 2013 | 2014 | 2015 |
| ----------- | --------- | ---- | ---- | ---- | ---- | ---- | ---- |
| Eau potable | Chevannes | 1,50 | 1,73 | NC   | 1,87 | 1,98 | 1,90 |
| Eau potable | Loiret    | 1,76 | 1,7  | 1,66 | 1,69 |      |      |
| Eau potable | France    | 1,93 | 1,96 | 2    | 2,03 |      |      |

#### Assainissement
L’assainissement non collectif (ANC) désigne les installations individuelles de traitement des eaux domestiques qui ne sont pas desservies par un réseau public de collecte des eaux usées et qui doivent en conséquence traiter elles-mêmes leurs eaux usées avant de les rejeter dans le milieu naturel. En 2017, la communauté de communes des Quatre Vallées assure le service public d'assainissement non collectif (SPANC), qui a pour mission de vérifier la bonne exécution des travaux de réalisation et de réhabilitation, ainsi que le bon fonctionnement et l’entretien des installations,.

## Population et société

### Démographie
L'évolution du nombre d'habitants est connue à travers les recensements de la population effectués dans la commune depuis 1793. Pour les communes de moins de 10 000 habitants, une enquête de recensement portant sur toute la population est réalisée tous les cinq ans, les populations de référence des années intermédiaires étant quant à elles estimées par interpolation ou extrapolation. Pour la commune, le premier recensement exhaustif entrant dans le cadre du nouveau dispositif a été réalisé en 2004.
En 2022, la commune comptait 319 habitants, en évolution de −0,62 % par rapport à 2016 (Loiret : +1,89 %, France hors Mayotte : +2,11 %).
Chevannes enregistra au XIVe siècle une importante hausse démographique avec 655 habitants en 1340, due à la présence d'un second bourg, jusqu'en 1430, sur les rives de la Sainte-Rose, à la hauteur de la chapelle Notre-Dame de Pitié.
Avec des chiffres bien inférieurs, les recensements officiels, depuis 1801 jusqu'au plus récent en 2009, font apparaître un pic de la démocraphie en 1880, avec 450 habitants.
En 1990, avec 230 habitants, la commune se plaçait au 23 905e rang national des communes françaises au regard de la population.
Le solde naturel de + 7 habitants faisait de Chevannes la 13 987e commune entre 1990 et 1999 dans ce décompte national.
Le solde "installations nouvelles" de + 54 habitants, toujours entre 1990 et 1999, plaçait la commune au 6 998e rang national dans cette comparaison.
Le taux annuel moyen de variation de la population chevannoise avec + 2,6 % entre 1990 et 1999, hisse la commune à la 2 030e place des communes françaises dans ce type de décompte.
Avec le dernier recensement de février 2009, on constate que les nouvelles installations pour la plupart, de couples jeunes avec enfants, en partie du fait de la proximité de la région parisienne, ont fait progresser le premier compte à 337 habitants. Le nombre des habitations est de 181, dont 47 résidences secondaires.[réf. nécessaire]
| 1793 | 1800 | 1806 | 1821 | 1831 | 1836 | 1841 | 1846 | 1851 |
| ---- | ---- | ---- | ---- | ---- | ---- | ---- | ---- | ---- |
| 349  | 324  | 289  | 369  | 358  | 397  | 396  | 437  | 490  |

| 1856 | 1861 | 1866 | 1872 | 1876 | 1881 | 1886 | 1891 | 1896 |
| ---- | ---- | ---- | ---- | ---- | ---- | ---- | ---- | ---- |
| 530  | 492  | 493  | 456  | 425  | 443  | 436  | 404  | 362  |

| 1901 | 1906 | 1911 | 1921 | 1926 | 1931 | 1936 | 1946 | 1954 |
| ---- | ---- | ---- | ---- | ---- | ---- | ---- | ---- | ---- |
| 340  | 332  | 318  | 284  | 283  | 268  | 281  | 233  | 235  |

| 1962 | 1968 | 1975 | 1982 | 1990 | 1999 | 2004 | 2006 | 2009 |
| ---- | ---- | ---- | ---- | ---- | ---- | ---- | ---- | ---- |
| 227  | 194  | 214  | 198  | 230  | 291  | 294  | 287  | 340  |

| 2014 | 2019 | 2022 | - | - | - | - | - | - |
| ---- | ---- | ---- | - | - | - | - | - | - |
| 320  | 319  | 319  | - | - | - | - | - | - |

## Économie
Par tradition, la commune a une vocation agricole (800 hectares cultivés sur un territoire communal de 1 199 hectares), avec la présence sur son sol de quatre exploitations.
La quasi-totalité de la population travaille à l'extérieur de la commune, parfois jusque sur la région parisienne et Paris, dans des emplois majoritairement du secteur tertiaire.
Sur place, une activité touristique s'installe avec la création de chambres d'hôtes et de gîtes d'étape ou de séjours et la présence d'un réseau entretenu de chemins ruraux et forestiers pour randonnée pédestre, Vélo tout terrain et hippiques, tables de pique-niques et parkings pour véhicules légers.
Le télétravail avec la présence de l'ADSL et une bonne réception de la téléphonie mobile permet d'exercer sur place des métiers de créations et de gestions.

## Culture locale et patrimoine

### Lieux et monuments
- Un menhir appelé autrefois « La pierre aux Sorciers », au lieu-dit les Prés-du-Village fait l’objet d’un classement au titre des monuments historiques depuis le 24 février 1910[92].
- L'église Sainte-Sulpice datant de la fin du XVe et du début XVIe siècle. Elle fut restaurée en 1875, puis en 1920 par Samuel du Pont de Nemours. Son retable est l'œuvre du sculpteur Chertemps, installé à Fontainebleau, pour un montant de 330 livres. Commencé le 10 septembre 1722, il fut achevé le 3 janvier 1723. Les descendants américains de Pierre Samuel du Pont de Nemours continuent à visiter Chevannes lors de leur passage en France et à participer financièrement aux restaurations du patrimoine chevannois avec, en juillet 2000, la rénovation des vitraux de Saint-Sulpice, et en 2006, avec la réhabilitation de la chapelle Notre-Dame-de-Pitié. Tabernacle, retable, statue, groupe sculpté du maître-autel : Vierge de Pitié, saint Éloi du XVIIe siècle : cet ensemble fait l’objet d’un classement au titre des monuments historiques depuis le 25 octobre 1932[93].
- La chapelle Notre-Dame-de-Pitié qui présente l'originalité de deux espaces intérieurs, séparant les officiants des paroissiens, du XIIe siècle pour la partie haute de l'édifice et du XVIIe siècle pour la partie basse. Cette chapelle a été complètement réhabilitée en 2006.
- Le tombeau de la première épouse de Pierre-Samuel Du Pont de Nemours, décédée avant le départ de son mari en 1814 pour les États-Unis, est accolé au porche de l'église Saint-Sulpice et porte une étonnante épitaphe.

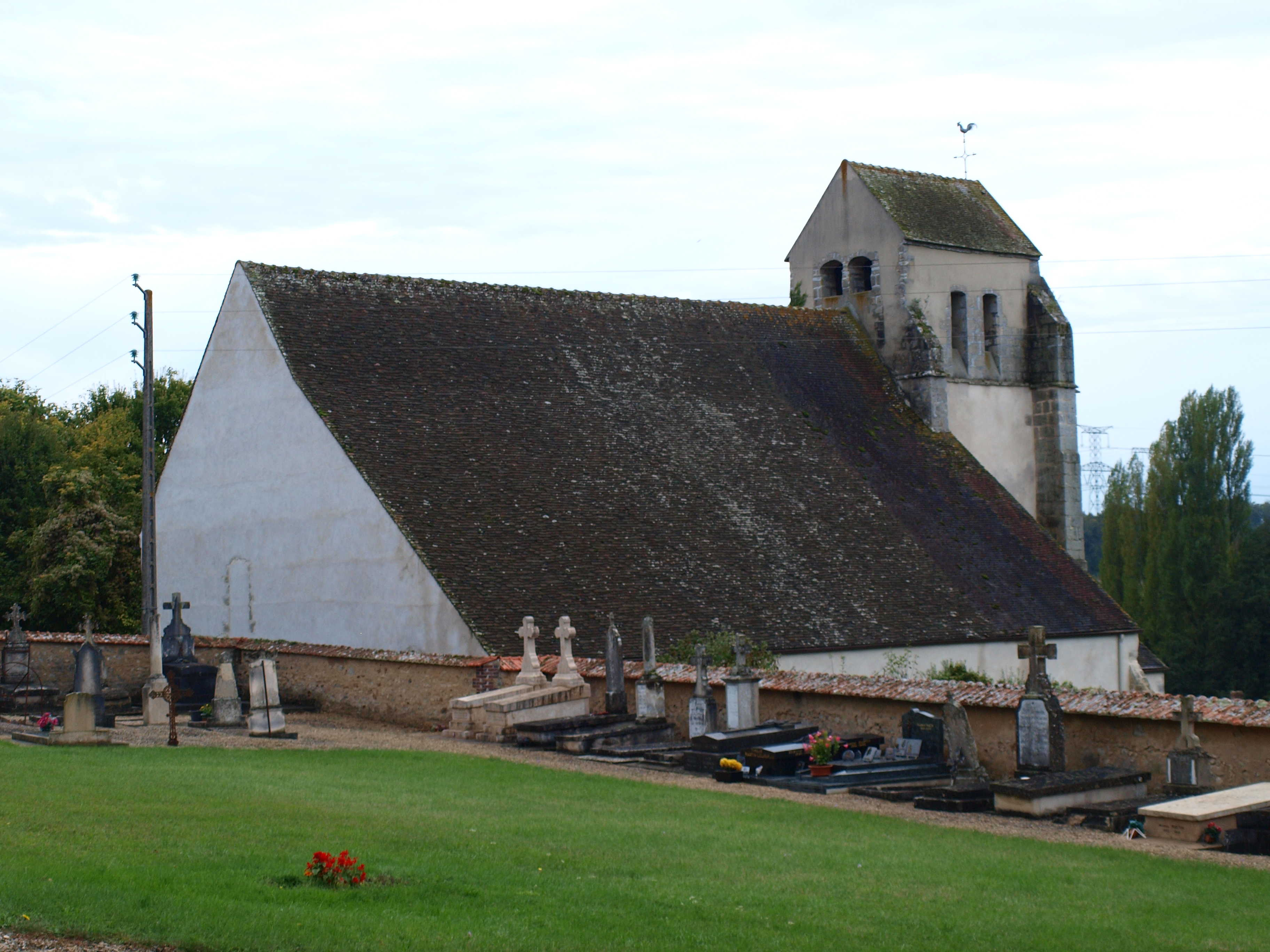
L'église Sainte-Sulpice.
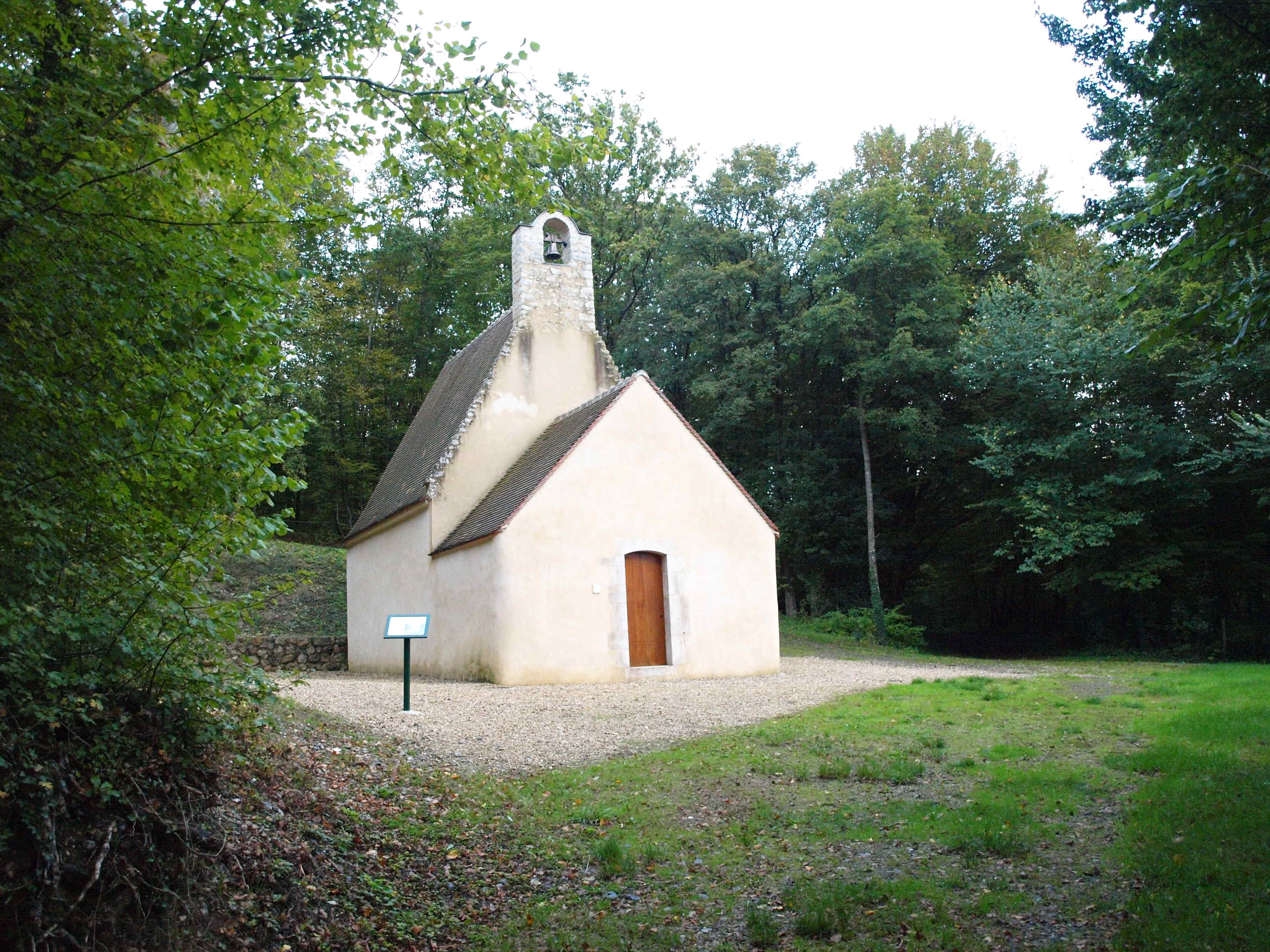
La chapelle Notre-Dame-de-Pitié.
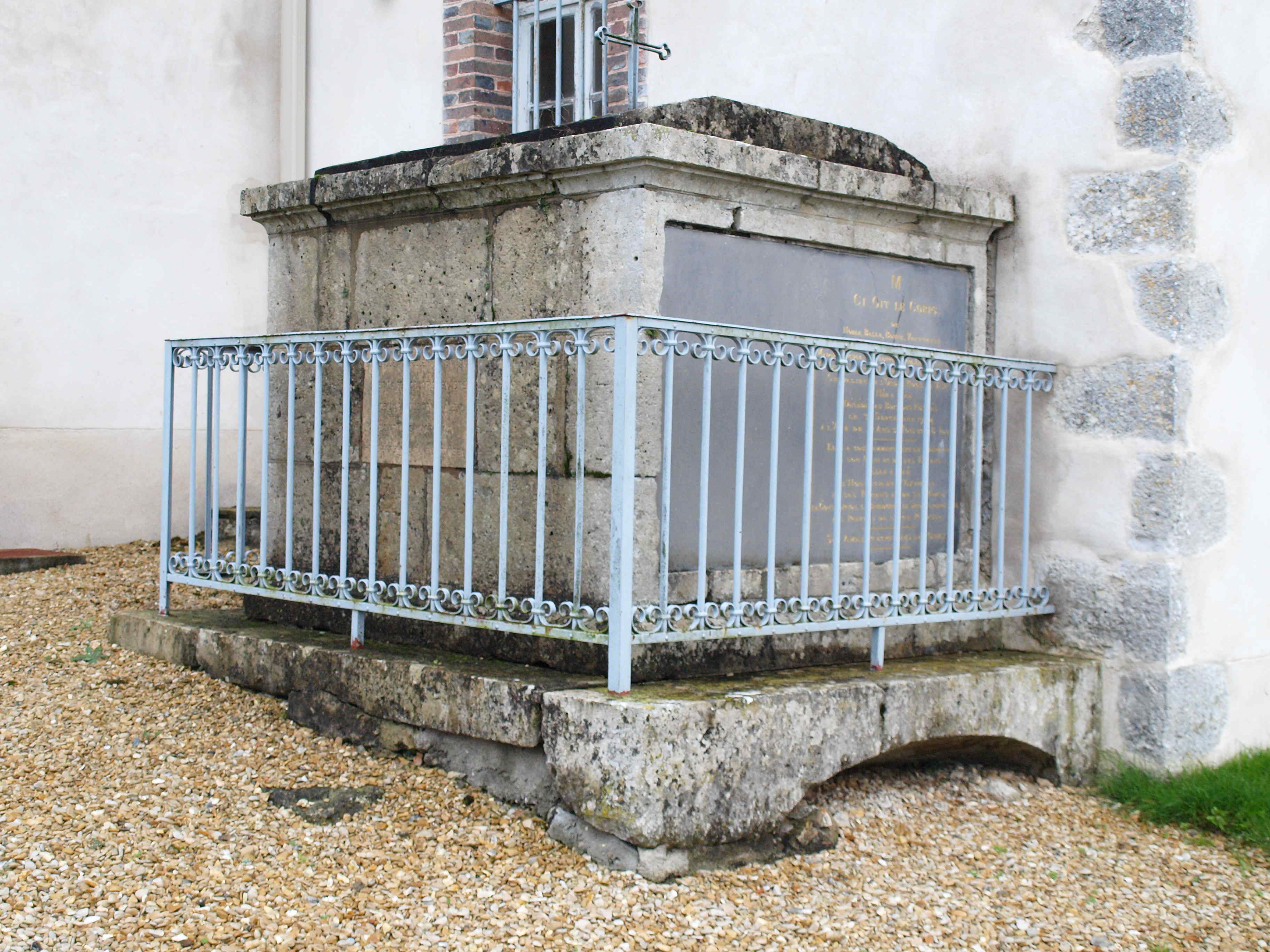
Le tombeau de la première épouse de Pierre-Samuel Du Pont de Nemours.
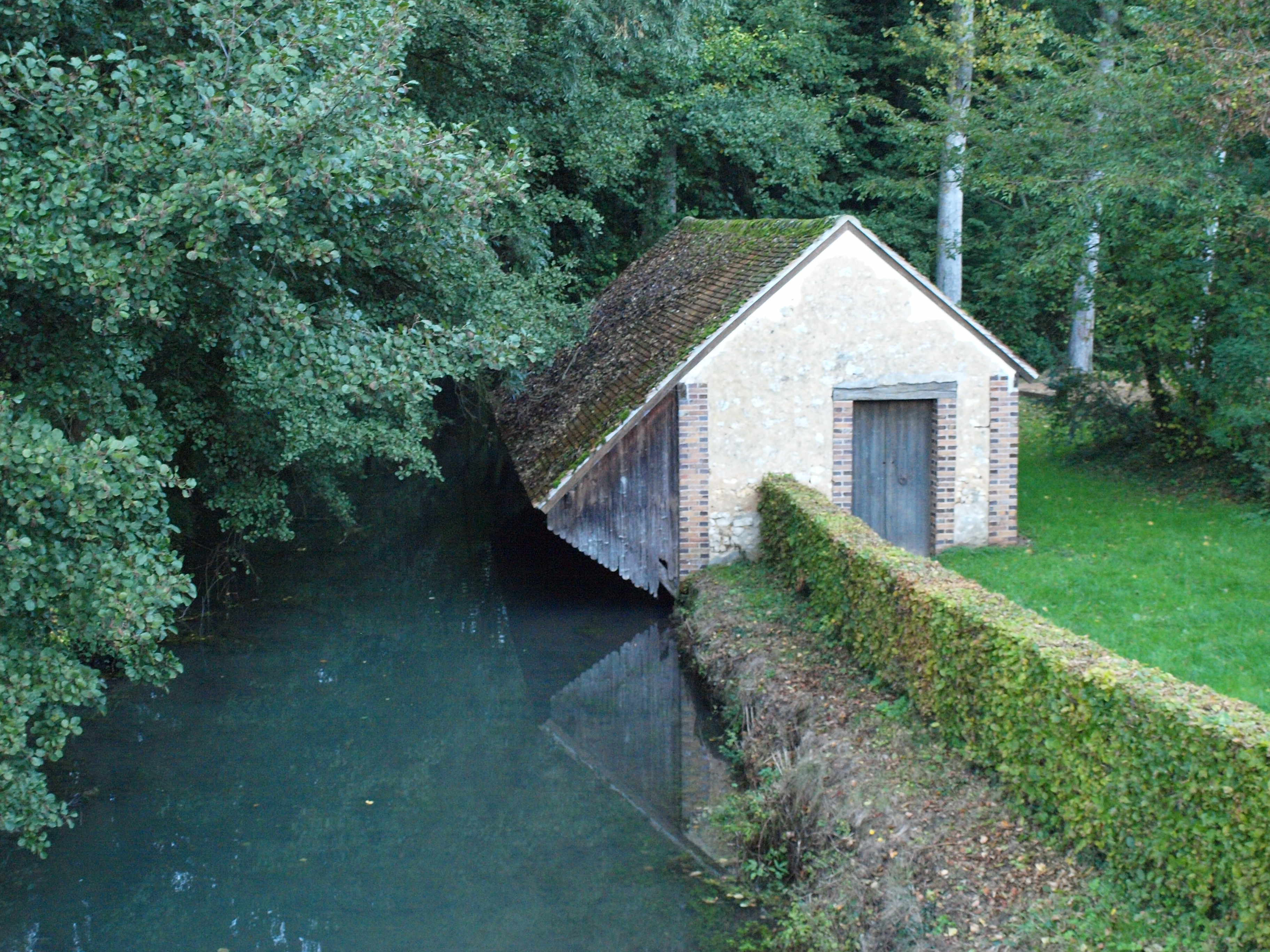
Le lavoir sur le ru de Sainte-Rose.

### Patrimoine naturel
L’inventaire des zones naturelles d'intérêt écologique, faunistique et floristique (ZNIEFF) a pour objectif de réaliser une couverture des zones les plus intéressantes sur le plan écologique, essentiellement dans la perspective d’améliorer la connaissance du patrimoine naturel national et de fournir aux différents décideurs un outil d’aide à la prise en compte de l’environnement dans l’aménagement du territoire. Le territoire communal de Chevannes ne comprend pas de ZNIEFF.

### Personnalités liées à la commune
- Pierre Samuel du Pont de Nemours (1739-1817), philosophe, journaliste, économiste, politicien, diplomate, et entrepreneur français, a vécu dans la commune au domaine du Bois-des-Fossés entre 1774 à 1815[95].

### Conférences
Une commission communale sous la présidence de son maire, propose aux habitants de Chevannes et des environs depuis les élections municipales de mars 2001, des conférences trimestrielles régulières sur des thèmes variés. Ces réunions sont animées par des personnalités bénévoles, locales, régionales ou nationales.
La municipalité organise également, depuis 2008, notamment lors des journées européennes du patrimoine, une visite commentée du patrimoine historique chevannois.